# Becker proti Norveški
Becker proti Norveški je primer, v katerem je Evropsko sodišče za človekove pravice odločilo, da je zahtevanje prvostopenjskega sodišča, da novinarka priča proti svojemu viru, pomenilo kršitev človekove pravice svobode izražanja in da prostovoljno razkritje vira ne prepreči varstva novinarkine pravice svobode izražanja. 

## Ozadje primera in postopek pred sodiščem
Tožeča stranka (Cecilie Becker) je do sprožitve postopka na ESČP izčrpala vsa pravna sredstva na Norveškem. Sodišče prve stopnje je trdilo, da je pričanje njena dolžnost, na kar se je pritožila. Končno je leta 2011 tudi vrhovno sodišče zavrnilo njeno pritožbo (v kateri se je sklicevala na zaščito novinarskih virov in na pravico svobode izražanja) z utemeljitvijo, da je odločujoče to, da je t. i. gospod X že priznal, da je bil njen vir. Višje sodišče je naslednje leto Beckerjevi naložilo še globo v višini približno 3700 evrov zaradi tega, ker ni želela podati kakršnihkoli informacij o X-u.
Gospod X je bil obtožen tržne manipulacije in trgovanja na podlagi notranjih informacij. Odvetniku Y-u je naročil, da napiše pismo, ki je dajalo vtis, da so ga napisali delničarji naftne družbe DNO. Ti naj bi bili zaskrbljeni glede likvidnosti podjetja ter njegovega finančnega stanja in prihodnosti. V resnici je pismo bilo napisano le v X-ovem imenu, ki ga je nato poslal tožeči stranki. Ta je na podlagi pisma napisala članek o morebitnem propadu družbe DNO, kar je vodilo v znižanje vrednosti delnic družbe. Na borzi v Oslu so posumili, da gre za tržno manipulacijo in so zadevo poslali naprej v pregled oblastem. Posledično so odkrili X-a, ki je potrdil, da je pobudnik pisma in novinarkin vir. Beckerjeva je bila poklicana za pričo v kazenskem postopku proti X-u, vendar ni želela izdati informacij, sklicujoč se na 125. člen norveškega Zakona o kazenskem postopku (ki ureja zaščito novinarskih virov) in 10. člen Evropske konvencije o varstvu človekovih pravic in temeljnih svoboščin (EKČP). Sodišče je zahtevalo, da priča, na kar se je pritožila. Pritožba je bila zavrnjena, zato se je tožeča stranka obrnila na ESČP.
Glavni vprašanji na kateri je sodišče odgovarjalo, sta bili: "Ali je bila Beckerjevi s tem, da so jo silili v pričanje, kršena pravica svobode izražanja in ali je prvostopenjsko sodišče smelo zahtevati, da novinarka priča?"

## Odločitev ESČP
Sodišče je iz vseh zbranih dejstev ugotovilo, da je zahtevanje prvostopenjskega sodišča, da novinarka priča proti svojemu viru, pomenilo kršitev človekove pravice svobode izražanja. Čeprav je novinarkin vir sam razkril svojo identiteto, to dejstvo ne prepreči varstva novinarkine pravice svobode izražanja. To, da ni želela pričati proti gospodu X-u, ni nikakor oviralo kazenskega postopka proti njemu, torej sodišča ne bi smela posegati v njeno pravico svobode izražanja.
Sodišče je pojasnilo, da je zaščita vira odvisna tako od novinarja kot od vira. Novinarka ni nikoli bila vpletena v nezakonite zadeve, X pa je bil spoznan za krivega in posledično obsojen na zaporno kazen, zato v tem primeru ni možno pričakovati iste stopnje zaščite, kot v primerih, kjer je vir anonimen. Vendar pa razkritje X-ove identitete ne prepreči varstva novinarkine pravice svobode izražanja. Sodišče je svojo odločitev oprlo predvsem na dejstvo, da informacije Beckerjeve niso bile odločilne niti nujne za potek kazenskega postopka proti X-u in da to, da ni želela pričati, ni nikoli oviralo postopka. Sodišče se je opredelilo, da prvostopenjska sodišča niso upravičeno zahtevala pričanja in da so s tem Beckerjevi kršila pravico svobode izražanja.

## Glasovanje
Vseh sedem sodnikov se je opredelilo, da je v tem primeru prišlo do kršitve pravice svobode izražanja, ki jo določa 10. člen EKČP. 
Sodnica Tsotsoria je podala ločeno pritrdilno mnenje. Sodišče je odločilo še, da mora Norveška Beckerjevi povrniti znesek globe, če je ta že bila plačana.